# マメタイムス
『マメタイムス』は、福島県須賀川市を中心に周辺地域を対象として刊行されている日刊地域紙。

## 概要
戦前から地域紙が複数刊行されていた須賀川町（現在の須賀川市）では、1946年に『阿武隈時報』が創刊。。これに対し、『中外商業新報』、『河北新報』、『福島民友』で記者として働いた経験をもっていた佐川正素は、1947年（昭和22年）1月11日に、当時の須賀川町で『マメタイムス』を創刊した。当初は週2回程度の刊行頻度であったが、後には隔日刊となり、さらに日刊化された。2016年10月13日付で創刊から2万号を迎えている。2019年現在、第二土曜日・日曜・祝日が休刊である。
判型は、タブロイド判で、通常は8ページで刊行されている。
配達対象地域は、発行拠点である須賀川市を中心に、鏡石町、天栄村、郡山市の一部に及んでおり、須賀川市内の4か所のコンビニエンスストアと、鏡石町の「まちの駅」では1部売りもおこなわれている。
平成28年（2016年）10月13日で通算号数が2万号になる。
須賀川市は、ふるさと納税の返礼品のひとつとして、郵送による『マメタイムス』1ヶ月分の定期購読を用意している。。